# 格尔 (滨海塞纳省)
格尔（法語：Gueures，法語發音：[ɡœʁ]）是法国滨海塞纳省的一个市镇，属于迪耶普区。

## 地理
格尔（49°50'37"N, 0°57'44"E）面积6.07 平方千米，位于法国诺曼底大区滨海塞纳省，该省份为法国北部沿海省份，其西部及北部濒大西洋英吉利海峡，东起顺时针与索姆省、瓦兹省、厄尔省和卡爾瓦多斯省接壤。
与格尔接壤的市镇（或旧市镇、城区）包括：昂布吕梅尼勒、阿夫勒梅尼勒、布拉希、拉加亚尔德、吕讷赖、旧圣皮埃尔。

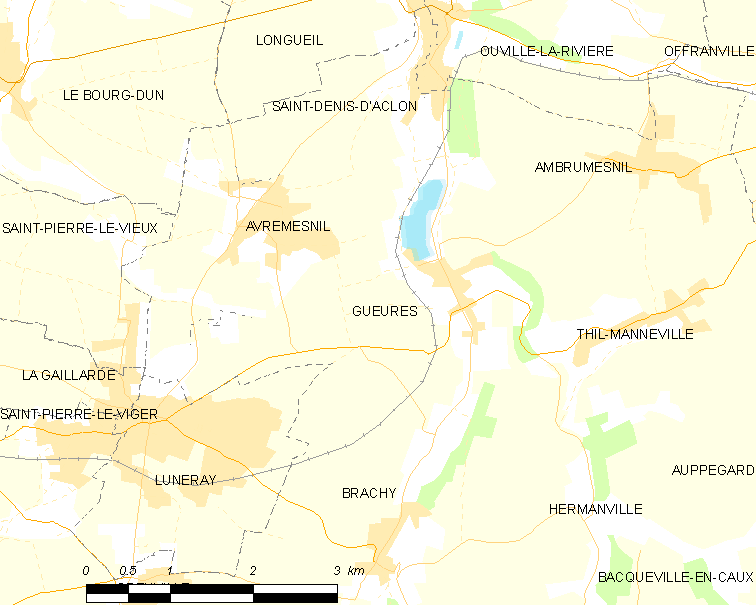
的OSM定位图

格尔的时区为UTC+01:00、UTC+02:00（夏令时）。

## 行政
格尔的邮政编码为76730，INSEE市镇编码为76334。

## 政治
格尔所属的省级选区为吕讷赖县。

## 人口

1962-2008年间人口变化图示

格尔于2022年1月1日时的人口数量为524人。